# Tigy
Tigy – miejscowość i gmina we Francji, w Regionie Centralnym, w departamencie Loiret.
Według danych na rok 1990 gminę zamieszkiwało 1679 osób, a gęstość zaludnienia wynosiła 36 osób/km² (wśród 1842 gmin Regionu Centralnego Tigy plasuje się na 237. miejscu pod względem liczby ludności, natomiast pod względem powierzchni na miejscu 113.).